# Anopheles lanei
Anopheles lanei este o specie de țânțari din genul Anopheles, descrisă de Glavao și Amarai în anul 1938. Conform Catalogue of Life specia Anopheles lanei nu are subspecii cunoscute.